# Spy Hard
Spy Hard is een Amerikaanse komediefilm uit 1996, geregisseerd, geproduceerd en geschreven door Rick Friedberg. De hoofdrollen worden vertolkt door Leslie Nielsen en Nicollette Sheridan. De film is vooral een parodie op de James Bond-reeks.

## Verhaal
Geheim agent WD-40 Dick Steele wordt, ondanks dat hij al met pensioen is, door zijn oude vriend Steven Bishop benaderd voor een nieuwe missie. Hij moet een collega-agent, Barbara Dahl, bevrijden uit handen van de kwaadaardige generaal Rancor. Tevens moet hij Rancor ervan weerhouden de wereld te gijzelen met een raket. Dick heeft jaren eerder al eens tegen Rancor gevochten en veronderstelde hem toen te hebben gedood, maar hij verloor destijds blijkbaar alleen zijn armen. Die heeft hij daarom moeten vervangen door robotische armen met verschillende wapens.
Voor zijn raket heeft Rancor nog een speciale computerchip nodig, die in bezit is van de uitvinder professor Ukrinsky. Tijdens zijn missie komt Dick in aanraking met Ukrinsky’s dochter, Veronique. De twee spannen samen, maar Dick weet niet dat zij een KGB-agente is. Zij wordt echter ontvoerd door Rancors mannen. Dick slaagt erin om professor Ukrinsky te vinden en brengt hem in veiligheid bij de jonge agent McLuckey (een parodie op de protagonist uit Home Alone), maar beiden worden eveneens gevangen door Rancors mannen.
Dick spoort Rancor op in diens schuilplaats, waar een gevecht om de macht over de raket losbreekt. In dit gevecht bevrijdt Dick de gevangenen en bindt hij Rancor vast aan zijn eigen raket. Daarna wordt Rancor de ruimte ingeschoten en is de wereld weer veilig.

## Rolbezetting
| Acteur                   | Personage                                          |
| ------------------------ | -------------------------------------------------- |
| Leslie Nielsen           | Dick Steele, WD-40                                 |
| Nicollette Sheridan      | Veronique Ukrinsky, Agent 3.14                     |
| Charles Durning          | De Directeur                                       |
| Marcia Gay Harden        | Miss Cheevus                                       |
| Barry Bostwick           | Norm Coleman                                       |
| John Ales                | Kabul                                              |
| Andy Griffith            | Generaal Rancor                                    |
| Elya Baskin              | Professor Ukrinsky                                 |
| Mason Gamble             | McLuckey                                           |
| Carlos Lauchu            | Slice                                              |
| Stephanie Romanov        | Victoria and Barbara Dahl                          |
| Dr. Joyce Brothers       | Steele's Teamlid                                   |
| Ray Charles              | Bus Chauffeur                                      |
| Hulk Hogan               | Worstelaar                                         |
| Roger Clinton            | Agent Clinton                                      |
| Robert Culp              | Zakenman                                           |
| Fabio Lanzoni            | man die bespioneert generaal Rancor en zijn mannen |
| Robert Guillaume         | Steven Bishop                                      |
| Pat Morita               | Kelner                                             |
| Alexandra Paul           | Vrouw in bed                                       |
| Mr. T                    | Piloot                                             |
| Alex Trebek              | Agency Tape Recorder (stem)                        |
| Taylor Negron            | Schilder                                           |
| Curtis Armstrong         | Banketbakker                                       |
| Tina Arning              | Danser #1                                          |
| William Barillaro        | Blinde Chauffeur                                   |
| Michael Berryman         | de man met het zuurstofmasker                      |
| Downtown Julie Brown     | Sigaret meisje                                     |
| Stephen Burrows          | Agent Burrows                                      |
| Keith Campbell           | Gangster #2                                        |
| Carl Ciarfalio           | Gangster #1                                        |
| Brad Grunberg            | Postdiensten Werker                                |
| Wayne Cotter             | Mannelijke Danser                                  |
| Rick Cramer              | Heimlich, Rancor Terrorist                         |
| Eddie Deezen             | Bewaker                                            |
| Joey Dente               | Goombah                                            |
| Paul Eliopoulos          | Agent #1                                           |
| Andrew Christian English | Parachutist                                        |
| Johnny G                 | Agent #2                                           |
| Bruce Gray               | De President                                       |
| John Kassir              | Bewaker                                            |
| Sally Stevens            | Zanger                                             |
| Thuy Trang               | Hawaï-geklede serveersters                         |
| "Weird Al" Yankovic      | Zichzelf                                           |
| Tone Loc                 | gangster                                           |
| Johnny G                 | gangster                                           |
| Angela Visser            | mooi blondje                                       |

## Achtergrond
De titelsong van de film werd ingezongen door "Weird Al" Yankovic en is een parodie op de introscène’s + titelsongs van de James Bondfilms, ontworpen door Maurice Binder; met name Thunderball. Volgens een gerucht zou zanger Tom Jones tijdens het zingen van de titelsong van Thunderball zijn flauwgevallen omdat hij de laatste noot te lang vasthield. Als parodie hierop ontploft in de titelsong van Spy Hard Yankovic’s hoofd omdat hij de laatste toon te lang vasthoudt. De intro staat ook op "Weird Al" Yankovic: The Ultimate Video Collection.
De film werd met negatieve reacties ontvangen door critici. In het openingsweekend bracht de film $10.448.420 op.